# Олмалуй
Олмалу́й (рос. Олмалуй, чув. Аялти Улмалуй) — присілок у складі Козловського району Чувашії, Росія. Входить до складу Андрієво-Базарського сільського поселення.
Населення — 11 осіб (2010; 17 у 2002).
Національний склад:
- чуваші — 94 %